# ヘレン・コステロ
ヘレン・コステロ（Helene Costello、1906年6月21日 - 1957年1月26日）は、アメリカ合衆国出身の女優である。
俳優モーリス・コステロと女優メイ・コステロの娘。元夫は映画監督のローウェル・シャーマン。姉のドロレス・コステロも女優である。甥のジョン・ドリュー・バリモアもまた俳優である。

## 人物

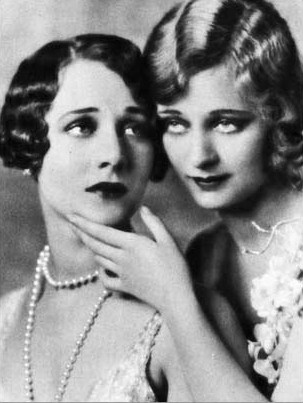
ヘレン（左）とドロレス（右）

## 出演作品

### 映画
- 紐育の灯
- 指紋名探偵
- ドン・ファン